# Nużewko (gromada)
Nużewko – dawna gromada, czyli najmniejsza jednostka podziału terytorialnego Polskiej Rzeczypospolitej Ludowej w latach 1954–1972.
Gromady, z gromadzkimi radami narodowymi (GRN) jako organami władzy najniższego stopnia na wsi, funkcjonowały od reformy reorganizującej administrację wiejską przeprowadzonej jesienią 1954 do momentu ich zniesienia z dniem 1 stycznia 1973, tym samym wypierając organizację gminną w latach 1954–1972.
Gromadę Nużewko z siedzibą GRN w Nużewku utworzono – jako jedną z 8759 gromad na obszarze Polski – w powiecie ciechanowskim w woj. warszawskim, na mocy uchwały nr VI/10/1/54 WRN w Warszawie z dnia 5 października 1954. W skład jednostki weszły obszary dotychczasowych gromad Bielin, Gołoty, Krubin, Nużewko i Nużewo() ze zniesionej gminy Nużewo, obszary dotychczasowych gromad Mieszki Wielkie i Mieszki-Różki ze zniesionej gminy Sońsk oraz miejscowość Baby z dotychczasowej gromady Skarżynek ze zniesionej gminy Ojrzeń w tymże powiecie. Dla gromady ustalono 20 członków gromadzkiej rady narodowej.
31 grudnia 1959 do gromady Nużewko przyłączono wsie Łebki Wielkie i Skarżynek oraz kolonie Łebki-Janusy i Łebki-Kryszpy ze znoszonej gromady Kraszewo w tymże powiecie.
1 stycznia 1969 do gromady Nużewko włączono wsie Grędzice i Rzeczki ze zniesionej gromady Gostkowo w tymże powiecie.
Gromada przetrwała do końca 1972 roku, czyli do kolejnej reformy gminnej.